# 쿵푸몬스터: 무림괴수전
《쿵푸몬스터: 무림괴수전》(영어: Kung Fu Monster, 중국어: 武林怪獸)은 2018년 12월 개봉한 홍콩, 중국의 코미디 판타지 무협 영화이다.

## 출연
- 포패이
- 진학동
- 고천락
- 왕태리